# 李连贵

李連貴牧徽

李连贵（1964年1月26日—），圣名若瑟，是天主教献县教区（沧州教区）主教。
1964年1月26日，李连贵生于中国河北省献县热心的天主教教友家庭。1991年3月19日晋升神父。任献县教区备修院院长、河北省神哲学院常务副院长。1999年献县教区侯经文主教遭遇车祸去世，李连贵主持教区教务。2000年3月20日，在献县总堂由退休的刘定汉主教祝圣为主教。
2000年，新任的李连贵主教开始在原堂址以西50米处重建主教座堂，建筑面积1000平方米，塔楼高46米，大堂前广场4900平方米。其建筑风格仍为哥特式，灰色外墙。2003年10月1日，新教堂举行规模盛大的祝圣典礼，正式启用。李连贵主教还出任县政协副主席。 
2006年5月6日，李连贵主教主持了近五千人参加的献县教区成立150周年庆典。在云台山教区神职公墓为纪念来自法国、意大利、西班牙、奥地利等国100多位传教士的“教区传教先贤纪念碑”揭幕，并发表题为《刀耕火种薪火相传、中华归主圣教广扬》的讲道。
2006年11月30日，天主教徐州教区王仁雷助理主教举行未经圣座批准的祝圣仪式。据罗马亚洲新闻通讯社称，李连贵和天主教景县教区助理主教封新卯被河北省宗教事务局官员以带去天津处理教会地产问题的欺骗手段挟持到江苏省徐州，封新卯在祝圣仪式上襄礼，而李连贵当天早上7时从入住的嘉利宾馆“失踪”，直到全部礼仪结束又出现。
2008年四川汶川大地震发生后，5月19日到5月23日，李连贵主教前往灾区赈灾，并在成都平安桥主教座堂早弥撒中讲道